# Imperialismo
(Michael W. Doyle, Empires, Ithaca, Cornell University Press, 1989, p 45.)
L'imperialismo è la volontà di uno Stato di estendere il proprio dominio (politico, economico e culturale) su altri territori al fine di realizzare un impero.
Il termine venne coniato in Francia nell'Ottocento per definire il regime instaurato da Napoleone III, fu usato in seguito in Inghilterra, associato all'idea di dispotismo e infine il suo significato venne esteso alla tendenza di una nazione a imporre il suo dominio economico e a influenzare la politica interna di altri paesi con l'obiettivo di avviare la costruzione di imponenti imperi economici (ad es. sfruttare la manodopera a basso costo e le materie prime). Per i paesi dominanti uno degli obiettivi principali di questo sistema era quello di ricavare dai paesi occupati una grande quantità di materie prime a costi bassi. Il termine è usato talvolta per descrivere la politica estera di uno Stato tesa al mantenimento di colonie e domini in terre lontane, anche se lo Stato stesso non si considera un impero.
Inoltre, il termine imperialismo può indicare una posizione intellettuale e allo stesso tempo un'ideologia politico-economica e culturale, che implicherebbe la convinzione che la conquista e il mantenimento degli imperi abbiano una valenza positiva; tale punto di vista è spesso unito al presupposto di una superiorità culturale o di altro tipo (es. razziale) intrinseca al potere imperiale.

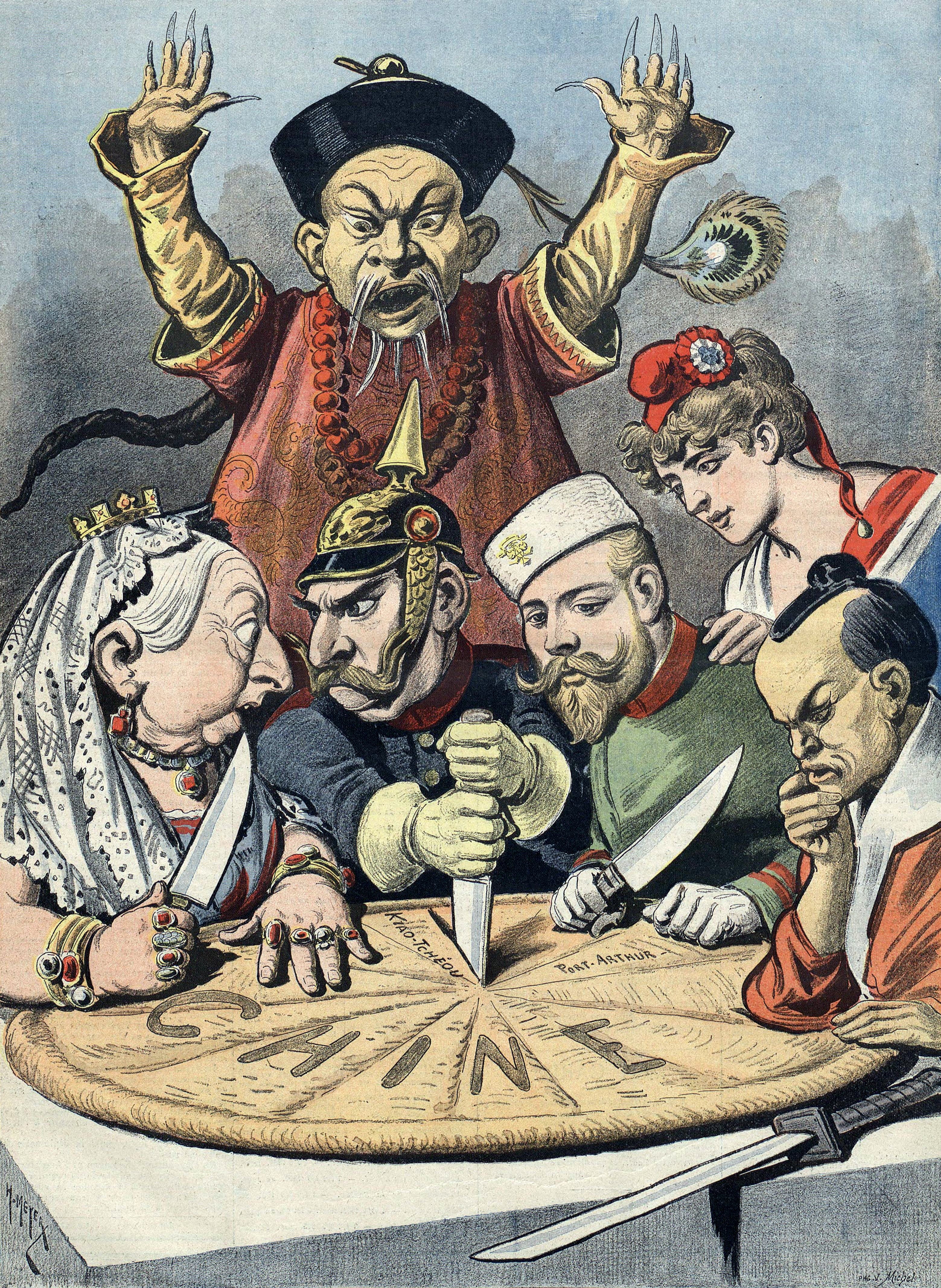
Poster satirico che raffigura la regina Vittoria (Regno Unito), il kaiser Guglielmo II (Germania), lo zar Nicola II (Russia), Marianne (Francia) e un samurai (Giappone) che si spartiscono la Cina come se fosse una torta sotto gli occhi scioccati di un cinese in veste manciù.

## Storia
Il fenomeno dell'imperialismo è scaturito in primo luogo da cause di tipo politico e di tipo ideologico, incanalate, articolate, ampliate ed inserite in un più generale disegno economico. Tale desiderio di espansione è dovuto ai cambiamenti della situazione economica e non solo. È anche legato a motivazioni politiche e persino ideologiche, che variavano a seconda della situazione del paese colonizzatore e dei paesi da colonizzare. Sul piano ideologico-politico l'imperialismo è dovuto all'affermarsi di atteggiamenti nazionalistici tesi ad esaltare i caratteri ritenuti originali della propria nazione che non si configurano come il nazionalismo degli inizi dell'Ottocento, e cioè caratterizzato dalle tensioni indipendentistiche, ma è ormai ornato (e quindi svilito) da quel sentimento di "prestigio" tanto agognato dalle precedenti nazioni europee.
A tutto ciò era congiunta una radicata convinzione di una superiorità biologica della propria razza rispetto alle popolazioni di quei paesi che non riuscivano a dare lo slancio alle loro economie, in particolare i popoli africani.

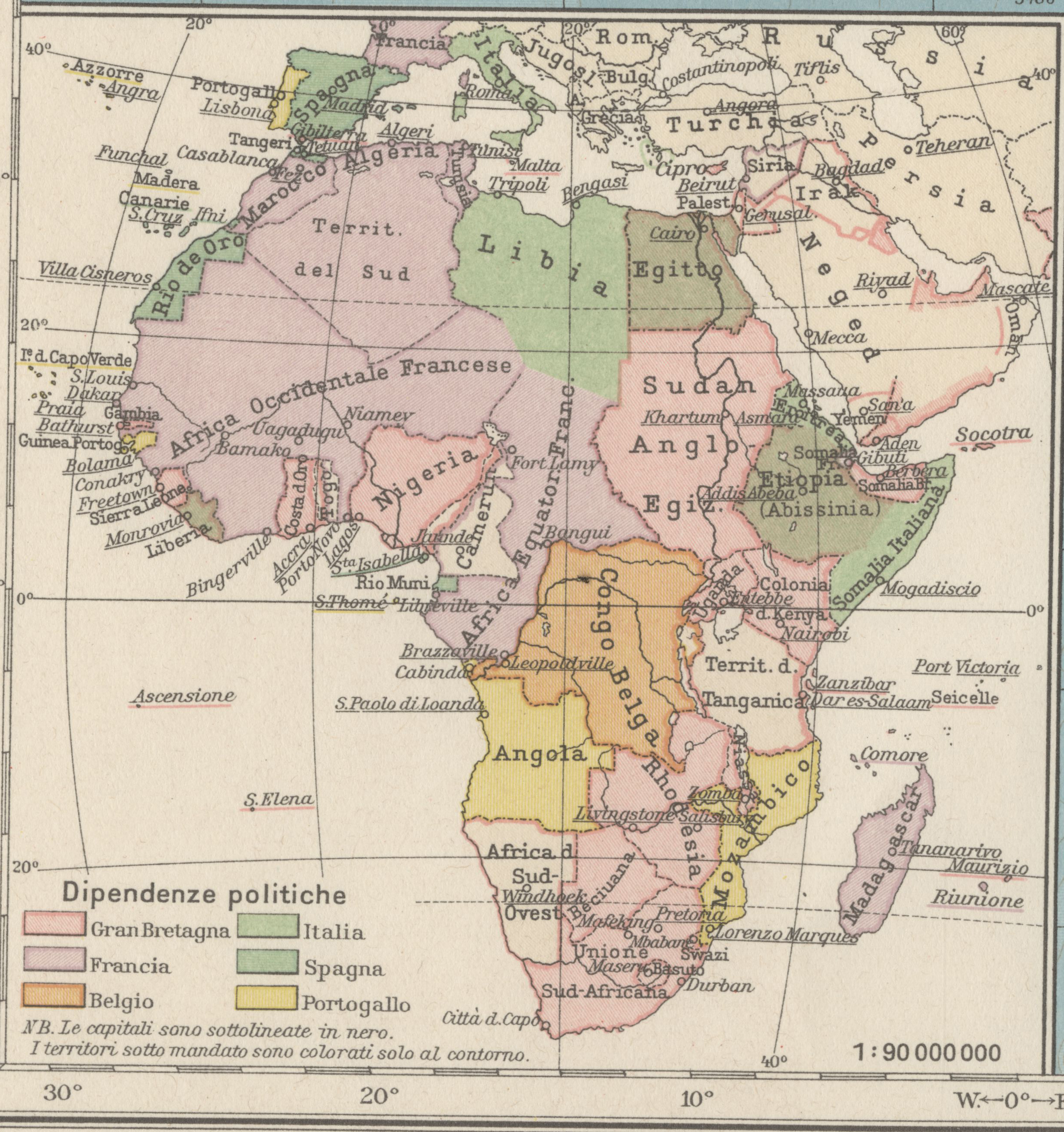
Mappa delle colonie europee in Africa nel 1928

Paesi che recentemente avevano conseguito un solido sviluppo economico, al quale si era aggiunto anche l'elemento di un capitalismo che non era più "industriale" ma "finanziario" (cioè sorretto da prestiti da parte di istituti di credito), ritenevano l'espansione verso territori d'oltremare una buona causa per:
a) impossessarsi dei beni a basso costo;
b) opportunità di investimento dei capitali in territori nei quali era possibile avviare attività ad alto profitto.
Tirando le somme, è facile comprendere quale fosse l'atteggiamento assunto da Germania, Inghilterra e Francia in questo trentennio di storia di esasperato imperialismo, un atteggiamento di fanatico "eurocentrismo". Nella prima metà del XIX secolo tutto lasciava pensare che il colonialismo fosse ormai tramontato:
- Le colonie inglesi del Nord America erano diventate indipendenti e avevano costituito gli Stati Uniti;
- Le colonie spagnole e portoghesi dell'America centro-meridionale avevano ottenuto anch'esse l'indipendenza;
- Le poche colonie rimaste all'Europa in Asia, in Africa o nelle isole dell'America centrale sembravano poco interessanti dal punto di vista economico con la sola eccezione dell'India, saldamente dominata dal Regno Unito.

Nel corso del secolo, però, la popolazione europea era aumentata e, dal 1860, grandi masse di tutte le nazioni, non trovando lavoro in patria cominciarono a prendere la via dell'emigrazione e a inserirsi non solo nelle due Americhe, ma anche in Asia e in Africa. Finanzieri e banchieri, a loro volta, guardandosi attorno per cercare nuovi investimenti, collocarono grandi quantità di denaro nelle miniere e nelle piantagioni di altri continenti; di conseguenza, vollero difendere i loro capitali e sorvegliare da vicino i Paesi in cui li avevano impegnati.
L'Europa, inoltre, padroneggiava i mezzi di comunicazione intercontinentali, ma le sue navi avevano bisogno di scali sicuri per approvvigionarsi di carbone durante le sue traversate. Contemporaneamente gli imprenditori volevano allargare i propri mercati e avere serbatoi di materie prime di cui l'Europa era priva, come, per esempio, il petrolio e il caucciù.
Le classi dirigenti dell'Ottocento tradussero tutte queste necessità in imperialismo, cioè in una nuova forma di colonialismo che, per la prima volta, mirò sia al totale sfruttamento economico dei paesi colonizzati sia al loro controllo territoriale. Si concretizzò attraverso:
- La conquista militare di vaste zone per prenderne il controllo ed assicurare la pace tra le popolazioni locali
- Il controllo politico delle nuove colonie attraverso funzionari europei
- Lo sfruttamento economico con lo scopo di commercializzare le materie prime e di rivenderne i prodotti finiti in Europa.

Questo passaggio implica una visione eurocentrica e non universalmente condivisibile. L'imperialismo portò comunque diversi vantaggi ai popoli colonizzati. Una parte di essi ebbe modo di imparare nuove tecnologie a discapito delle loro antiquate tecniche di lavorazione tradizionale. Nelle colonie le leggi diventarono di tipo europeo, seppur con qualche modifica, non c'era sicuramente lo stesso trattamento tra un europeo e un africano o un asiatico. Le colonie venivano sfruttate con le monocolture.
La concorrenza per il rafforzamento della propria potenza creò in Europa molte rivalità. Per questo nel novembre del 1884 Bismarck, allora cancelliere dell'Impero tedesco, convocò a Berlino una grande conferenza, in cui si stabilirono i criteri in base ai quali le potenze europee si sarebbero suddivisi le colonie; nel documento conclusivo si affermava che ciascuno stato si sarebbe potuto impadronire di territori africani e asiatici, a condizione che avesse avvisato le altre potenze, le quali avrebbero potuto far valere i “propri reclami”.

### La missione civilizzatrice
Oltre a motivazioni economiche, gli europei erano spinti verso altri continenti anche dalla convinzione etnocentrica di avere una responsabilità di esportare la civiltà bianca. Poiché l'Europa considerava di aver raggiunto un progresso ineccepibile in molti campi, soprattutto in ambito tecnologico, sociale e medico, giudicava anche che questo stile di vita dovesse essere esportato - o imposto - nei territori considerati "più arretrati". In particolare i diritti umani erano un campo cui per esempio i britannici si ritenevano chiamati ad esportare, poiché ad esempio vi era la credenza che in India alcune sette allora praticassero ancora dei sacrifici umani in onore della dea Kālī, o in alcune parti dell'Africa Centrale fosse presente il cannibalismo; costumi ai quali l'intervento più o meno violento degli europei mise fine. La missione civilizzatrice era quindi intesa in questo senso oltre che a formare una élite di semi-governati autoctoni adeguatamente formati nelle scuole e nelle università d'Europa che potevano coadiuvare gli europei nel governo delle colonie.

### L'imperialismo nell'antichità
Nell'antichità, nonostante non sia ancora possibile parlare di un vero e proprio fenomeno di imperialismo, si può tuttavia trovare qualche primo tentativo di espansione su un territorio più vasto possibile, del proprio impero e di sfruttamento delle popolazioni locali, per esempio durante il dominio romano: è durante, in particolare nel periodo a cavallo tra III e II secolo a.C. che Roma iniziò a realizzare gli effetti, la missione della sua politica espansionistica nel mondo, un mondo in cui essa era arrivata allora a dominare, dopo essere uscita dai confini del Lazio e aver esteso la propria egemonia sulla penisola, l'intero bacino del Mediterraneo con l'acerrima rivale Cartagine, dopo la fine delle guerre puniche. Una conquista, quella annibalica, secondo lo storico greco Polibio, considerato come colui che per primo definì l'imperialismo romano, che ha comportato l'unione, l'intreccio tra i destini e la storia delle popolazioni di Italia, "Libia settentrionale", Grecia e Asia, che si inserisce nel quadro dell'espansione continuata poi nei secoli a seguire, di uno degli imperi più estesi che l'umanità abbia mai conosciuto. E, a proposito invece della Grecia, in essa possiamo trovare un'imposizione da parte più che altro di alcune città-Stato a livello regionale, come accadde per esempio per l'affermazione di Sparta nel Peloponneso e Atene nell'Attica e la progressiva trasformazione della prima in un vero e proprio Stato militare che sarebbe andato a formare la potente Lega peloponnesiaca e l'introduzione nella seconda di forme istituzionali democratiche via via sempre più efficienti; sarà con l'ampliarsi dei territori guadagnati, nella sua contemporanea espansione, dall'enorme Impero persiano, sotto Ciro il Grande e Dario, che in breve i due popoli si scontrarono, scatenando le celebri guerre persiane.

## Conseguenze

### Politiche
Sul piano politico l'espansione coloniale finì per favorire la formazione o il risveglio di nazionalismi locali, ad opera soprattutto dei nuovi quadri dirigenti, che si formarono nelle scuole europee e vi assorbirono gli ideali democratici e i principi di nazionalità.
L'Europa si trovò ad esportare quello che meno avrebbe desiderato: il bisogno di autogovernarsi e di decidere del proprio destino. I nuovi governanti che si trovarono ad amministrare le nazioni indipendenti nell'era post-coloniale travisarono completamente gli ideali di democrazia e giustizia acquisiti studiando in Europa. Essi sedotti dal potere grazie alla loro istruzione poterono soggiogare in breve tempo le popolazioni locali formando delle dittature. I principi egualitari di cui tanto l'Europa si vantava non furono assorbiti o meglio le nuove élite di governanti capirono come sfruttare a loro favore gli strumenti appresi in Europa nonostante durante le guerre per l'indipendenza spesso si nascondessero dietro la bandiera dell'oppressione europea e dell'antidemocraticità, bandiera che non tardò ad essere eliminata una volta che l'indipendenza veniva raggiunta.

### Economiche
Dal punto di vista economico, l'esperienza coloniale ebbe effetti positivi sui paesi che ne furono investiti, portando ad un miglioramento dell'apparato produttivo, grazie all'inserimento delle nuove tecnologie europee anche i popoli colonizzati poterono giovarne dei benefici, in molte colonie le popolazioni locali impiegate nelle attività di produzione venivano anche pagati in modo tale da poter far circolare la moneta ed agevolare gli scambi.
Furono create economie orientate essenzialmente all'esportazione e alle monocolture, in molti casi però la colonia era precedentemente orientata verso un mercato interno anche se la produzione era decisamente inferiore e quindi si ebbe una sorta di shock iniziale che fu comunque assorbito nel tempo.
Fu messo in moto un processo di sviluppo, ma in funzione degli interessi europei, i quali del resto si appropriarono sistematicamente di gran parte dei ricavi economici dei paesi colonizzati.

### Culturali
L'effetto dell'imperialismo sulle culture dei paesi colonizzati fu alquanto rilevante.
I sistemi culturali che avevano una più solida tradizione e che erano legati a strutture politico-sociali organizzate benché molto primitivi, come nei paesi dell'Asia e del Nord Africa si difesero meglio nonostante alla fine furono soppiantati da sistemi democratici basati su modelli europei.

## Ricezione critica

### Teoria leninista sull'imperialismo
L'accezione leninista di imperialismo è al di fuori della dimensione prettamente politica, ma si basa su una definizione economica; suoi contrassegni sono:
- concentrazione degli strumenti di produzione e del capitale in una ristretta cerchia di proprietari (e quindi la formazione di monopoli, dando termine all'agognata "libera concorrenza").
- fusione del capitale bancario col capitale industriale, e il formarsi, sulla base di questo capitale finanziario, di un'oligarchia finanziaria (derivante dalla necessità per le imprese monopolistiche di dover reggere la concorrenza, attraverso l'erogazione dagli istituti finanziari di ingenti somme di capitali).
- grande importanza acquisita dall'esportazione di capitali in confronto con l'esportazione di merci (quest'ultima caratterizzava la libera concorrenza, mentre nell'imperialismo la maggioranza dei capitali ha un'origine finanziaria, determinandosi continue "eccedenze" di capitale da dover investire, soprattutto all'estero).
- il sorgere di associazioni monopolistiche internazionali, che si ripartiscono il mondo (la concorrenza tra queste, e lo sviluppo ineguale del capitalismo determina una continua ascesa e declino degli stati, e un mutamento continuo delle relazioni globali, e delle spartizioni delle zone d'influenza).
- la compiuta ripartizione (geografica) della terra tra le più grandi potenze capitalistiche (osserviamo, per quanto possa risultare normale oggigiorno, che dagli inizi del Novecento non esiste più alcuna "terra di nessuno", e tutte le terre sono state appunto ripartite tra i vari stati).